# Skivarp
Skivarp er et byområde med 1 250 indbyggere i Skurup Kommune, Skåne Län, Sverige. Skivarps kirke er fra 1100-tallet. I 1570 fik Christen Hansen Munk til Tåbdrup Skiverup i len. Lenet blev indløst fra hans arvinger i 1598.